# Admiral (metulj)
Admiral (znanstveno ime Vanessa atalanta) je pisan dnevni metulj iz družine pisančkov.

## Opis
Admiral preko kril meri med 45 in 50 mm. Zanj je značilen temno rjav, rdeč in črn vzorec na krilih.  Ti metulji se običajno zadržujejo v bližini hranilnih rastlin. Jajčeca odlagajo na koprive, s katerimi se hranijo njihove gosenice, odrasli metulji pa se hranijo z nektarjem robid, bršljana, kaline in konjske grive. Ni neobičajno, da admiral srka sokove poškodovanega ali nagnitega sadja.
Admirali so selivci, ki lahko preletijo velike razdalje. Prezimujejo v toplejših krajih, spomladi pa se selijo bolj na sever. V Slovenijo pridejo v maju in ostanejo do septembra ali oktobra. Posamezni primerki lahko v Sloveniji tudi prezimijo, predvsem v obmorskih krajih.
V severni Evropi je admiral eden zadnjih metuljev, ki jih je še opaziti pred zimo. Zanje je značilno, da pogosto hibernirajo, po hibernaciji pa imajo ti metulji običajno vzorec temnejših odtenkov. V južni Evropi lahko te metulje mogoče opaziti celo v toplejših zimskih dneh.
V Severni Ameriki se admiral pojavlja v dveh generacijah od marca do oktobra. Tam admiral celo leto preživi le v zvezni državi Teksas, drugod pa je le poletni gost.

## Življenjski cikel
- jajčeca
- gosenice v prvi fazi
- gosenica v drugi fazi
- buba

- Vanessa atalanta
- Vanessa atalanta △